# Kaldewei Kulturstiftung
Die Franz Dieter und Michaela Kaldewei Kulturstiftung zur Förderung des deutschen Expressionismus.

## Geschichte
Die Stiftung wurde am 22. November 2012 mit einem Grundstockvermögen von 1 Million Euro gegründet. Das Stifterehepaar, Franz Dieter und Michaela Kaldewei, hat das Stiftungsvermögen mittlerweile durch Zustiftungen erhöht, so dass eine Kunstsammlung aufgebaut werden konnte.
Stifterwille ist die Förderung von Kunst und Kultur, vornehmlich des deutschen Expressionismus. Die Unterstützung steht auf Antrag grundsätzlich jeder kulturellen, künstlerischen oder wissenschaftlichen Arbeit offen, die diesem Zweck dient.

## Förderung und Finanzierung von Kunstausstellungen
- Städel Museum, Frankfurt am Main: Making van Gogh (23. Oktober 2019 bis 16. Februar 2020)[1]
- Staatliche Kunstsammlungen, Dresden: Das gelbschwarze Trikot. Das Brücke-Museum zu Gast im Albertinum (9. Oktober 2019 bis 30. August 2020)[2]
- LWL-Museum für Kunst und Kultur, Münster: August und Elisabeth Macke. Der Maler und die Managerin (28. Mai 2021 bis 5. September 2021)[3]
- Franz Marc Museum, Kochel: August und Elisabeth Macke. Ihre Verbindung in Kunst und Leben (11.6.2023 bis 17.9.2023)[4]

## Förderung und Finanzierung von Wissenschaftsprojekten
- Max Beckmann. Catalogue Raisonné der Gemälde Max Beckmanns
- Internetseite zum Maler  Max Beckmann
- Catalogue Raisonné der farbigen Arbeiten auf Papier Max Beckmanns
- Arbeitskreis Werkverzeichnis. Interessengemeinschaft von Autorinnen und Autoren von Werkverzeichnissen
- Brücke-Museum, Berlin: Symposium Expressionism Revisited[5]

## Herausgabe und Finanzierung von Publikationen
- Max Beckmann. Die Gemälde (Ahlen 2021; hrsg. v. Anja Tiedemann; ISBN 978-3-00-066161-7); Herausgabe und Finanzierung
- Leitfaden für kunstwissenschaftliche Gutachten - Hefte des Arbeitskreises Werkverzeichnis 1 (2023); Herausgabe und Finanzierung
- Handbuch Werkverzeichnis - Œuvrekatalog - Catalogue raisonné (Berlin 2023; hrsg. v.  Ingrid Pérez de Laborda, Aya Soika und Eva Wiederkehr Sladeczek; ISBN 978-3-11-073887-2); Finanzierung